# Tama (tambors)
Tama, (del japonès 多 満 (kanji) タ マ (kana), pronunciat tama) és una marca de kits de bateria i maquinari fabricats i comercialitzats per l'empresa japonesa d'instruments musicals, Hoshino Gakki. La investigació i el desenvolupament de productes de Tama, juntament amb la producció de llurs equips més cars, es realitza a Seto, Japó, mentre que el seu maquinari, accessoris i instruments més assequibles es fabriquen a Guangzhou, Xina. Hoshino té diverses oficines a tot el món per a la comercialització i la distribució a l'engròs. Els tambors destinats al mercat dels Estats Units es munten i emmagatzemen està muntat i subministrat a Hoshino-USA a Bensalem, Pennsilvània. La filial nord-americana també contribueix a la investigació i desenvolupament de mercat de Tama.

## Història
Hoshino Gakki va començar a fabricar tambors el 1965 sota el nom de Star Drums. Hoshino, el cognom del fundador, es tradueix com «camp estrella», d'aquí la marca. Els tambors van ser fabricats a la filial d'Hoshino, Tama Seisakusho, que s'havia obert el 1962 per fabricar guitarres i amplificadors de la marca Ibanez. Mentre que la producció de guitarres i amplificadors es va traslladar a una altra fàbrica cap a 1966, la producció de tambors va continuar creixent. Les dues línies més altes de models de tambor, Imperial Star i Royal Star, es van introduir al mercat nord-americà i van ser uns tambors de baix cost que competien amb els tambors més costosos fabricats a Amèrica oferts per Rogers, Ludwig i Slingerland en aquella època.
El 1979, Hoshino va decidir fer un esforç concertat per fabricar tambors i maquinari d'alta qualitat i començar a comercialitzar-los sota la marca Tama. Tama era el nom de la dona del propietari, i també és un homòfon amb la paraula japonesa que significa "joia". "Star" continua sent utilitzada en els noms dels models de bateria de Tama fins als nostres dies.
Tama i Drum Workshop (DW) van comprar conjuntament la fallida Camco Drum Company. Com a part d'aquest acord, DW va rebre l'equipament i equips de fabricació de Camco, mentre que Tama va rebre el nom de Camco, els seus dissenys, els seus drets d'enginyeria i patents.
En aquella època, Camco produïa el que es pensava que era el millor pedal de tambor del mercat. DW ara continua produint el pedal usant l'utillatge original, amb el nom DW5000. Tama va començar la producció del mateix pedal sota el nom de Camco. La versió de Tama del pedal Camco és comunament coneguda com el pedal Tamco per distingir-la d'un pedal original de Camco. Tama va integrar tota l'enginyeria de Camco en el seu procés de producció i el nivell general de qualitat de la seva bateria va augmentar pràcticament de la nit al dia. El pla original era comercialitzar els tambors Tama de baixa gamma als principiants i utilitzar la marca Camco per vendre bateria de gamma alta a músics professionals. No obstant això, fins i tot els professionals estaven començant a utilitzar els tambors de Tama a causa del baix cost de la bateria asiàtica amb la (ara) alta qualitat de maquinari.
Tama va ser una de les primeres companyies a oferir maquinari de material altament resistent, i sistemes de muntatge de tambors que perforaven i entraven a l'interior del cilindre com la majoria de les marques dels anys 70. També van inventar tambors tubulars únics anomenats Octobans. Els octobans són de 6 polzades de diàmetre i es fabriquen en vuit longituds diferents (d'aquí el prefix "octo-") fins a 600 mm (23,5 polzades). Varien en camp amb diferents longituds de cilindre, en comptes de diàmetres.

## Productes

### Tambors

#### Kits per principiants i professionals
- Imperialstar

El kit de bateria de nivell intermedi de Tama amb el nom de l'anterior línia Imperial Star. Igual que els seus homòlegs de Swingstar menys costosos, aquests tambors estan fets amb fusta de pollancres en un acabat d'embolcall i presenten cèrcols accu-tune en el tambor baix. Aquests tambors inclouen platets de llautó Meinl HCS com a equipament estàndard.
- Silverstar/Silverstar Custom/Silverstar Hyper-Drive

Igual que els seus homòlegs de Superstar, aquests tambors estan fets de 100% de fulloles de bedoll i estan disponibles en acabats de laca o funda. Els tambors Silverstar compten amb una versió més estilitzada de les muntures de Star-Cast (ara fetes amb superfície cromada per fer conjunt amb el maquinari), nous caps "Powercraft II" amb un capçal ressonant blanc per al tambor baix, poms de baixa massa, cèrcols triples, i un suport de bombo lliscant, que normalment es troba a la línia Starclassic més cara.
- Superstar Classic

Encara que originalment es va aturar llur producció, Tama va portar de nou la sèrie Superstar a la seva alineació en 2015. L'original Superstar i Superstar Excel van estar elaborats amb làmines de bedoll. Actualment, la sèrie Superstar Classic està feta amb totes les làmines d'auró. Els Toms i Snare estan fabricats en sis capes d'auró de 5 mm mentre que el baix és de vuit capes de 7 mm.

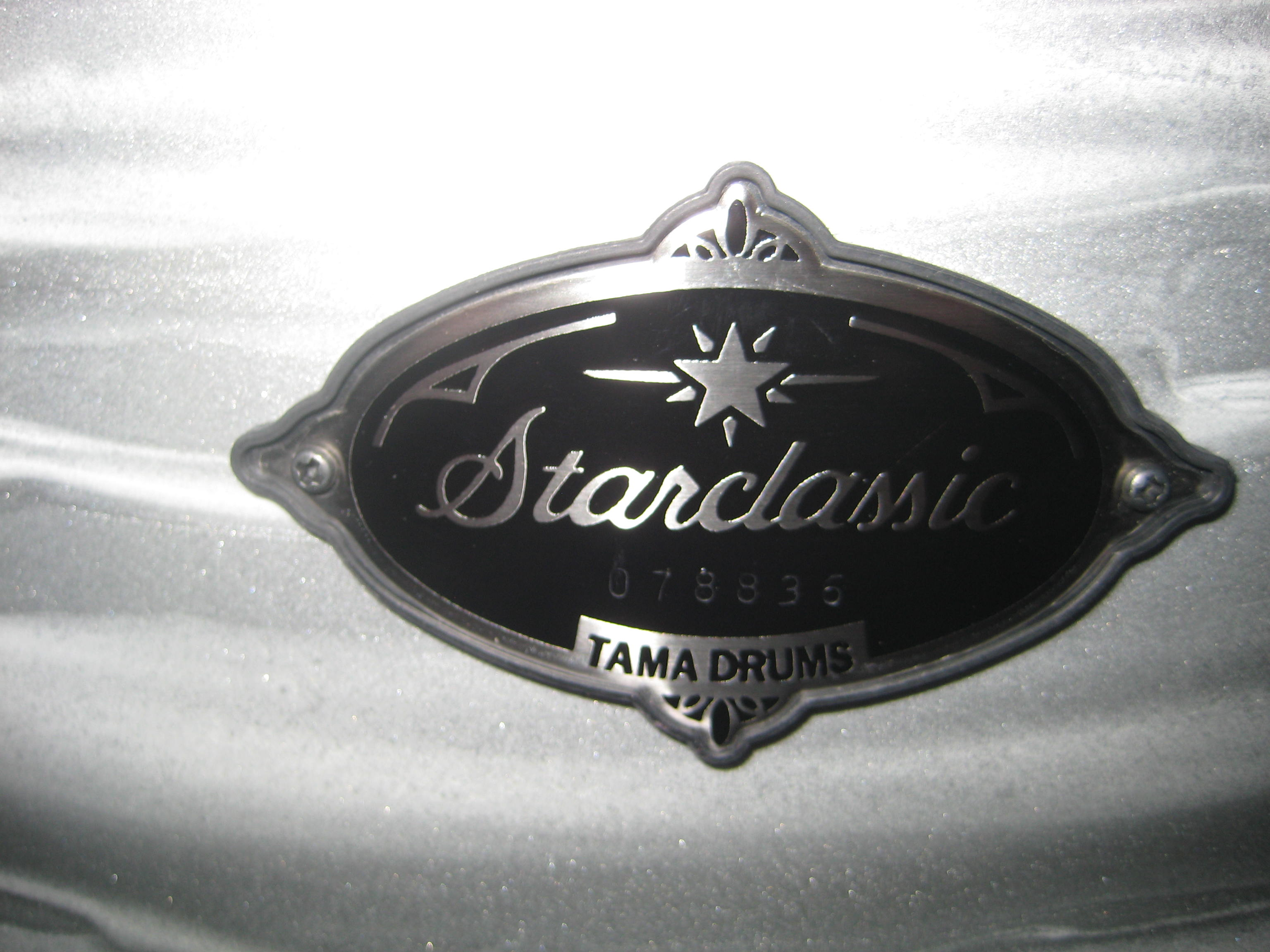
Etiqueta metàl·lica de la sèrie StarClassic.-BB King. Està cargolada a la fusta. L'acabat és de laca irisada blanca i gris.

#### Sèrie Starclassics

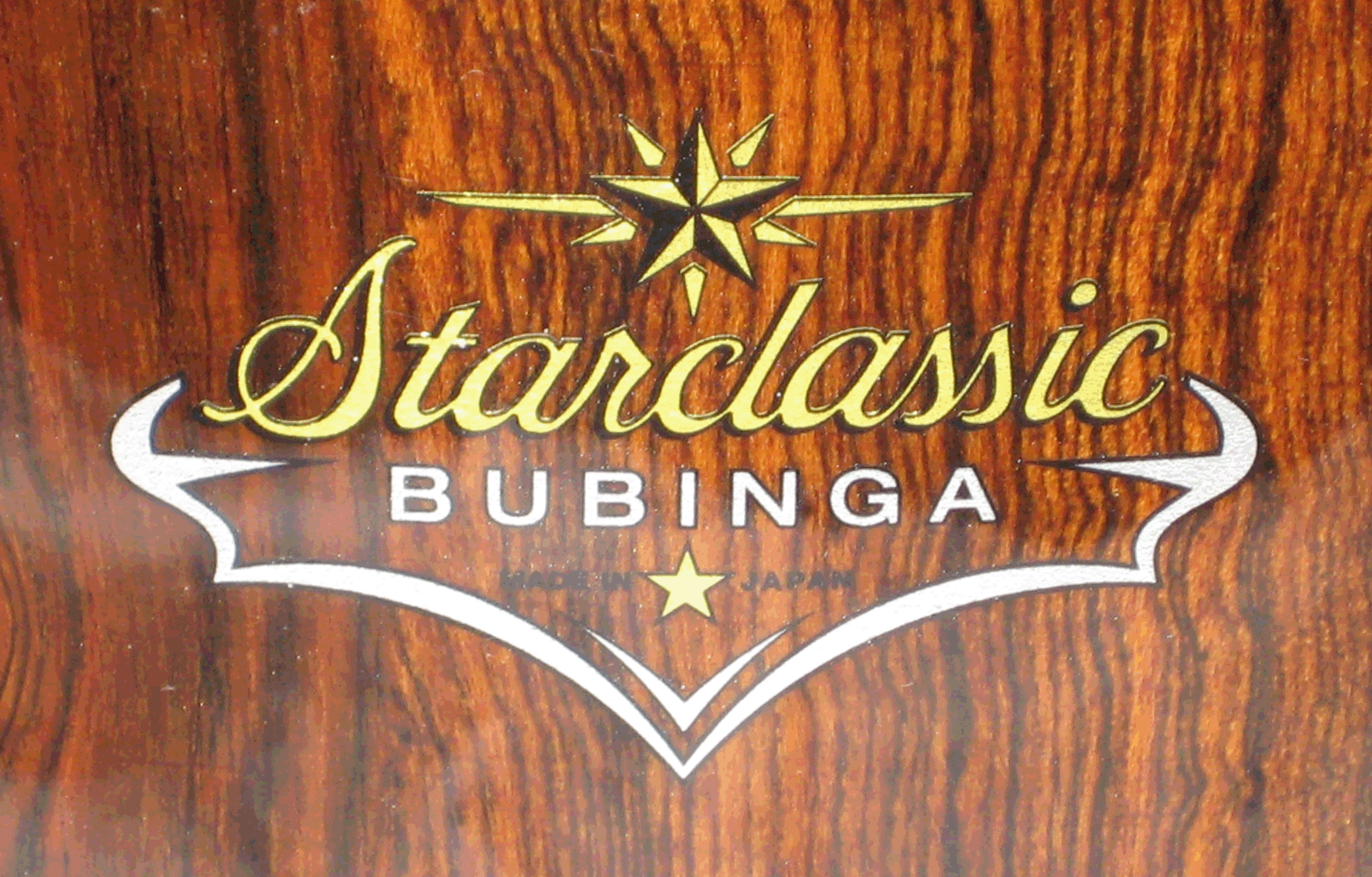
Logotip del model Starclassic Bubinga d'una caixa Tama.

La sèrie Starclassic és una de les línies de bateria de Tama. Originalment fet a mà al Japó fins al 2009, ara es fan principalment a la fàbrica xinesa. Una diferència notable és que la producció japonesa anterior a 2009 de Starclassics té les seves xapes pintades a la carcassa del tambor, mentre que les de fabricació xinesa presenten insígnies que s'adapten a la carcassa i es fixen amb cargols.
- Starclassic Maple
- Starclassic Performer B/B
- Starclassic Bubinga / Starclassic Bubinga Elite / Starclassic Bubinga Omni-Tune. Totes tres línies comercials tenen en llur totalitat o en part, làmines de fusta de Bubinga africana.

#### Sèrie STAR
Pel 2013, és la nova línia insígnia de Tama. Els tambors STAR estan disponibles amb fustes d'auró o bubinga. Les noves característiques per a la línia STAR inclouen el "sistema de muntatge Super Resonant", la construcció de l'estructura única i el suport ràpid de Tom Bracket. Els cilindres de tambors Bubinga estan fabricats amb 5 capes de bubinga més una capa interior de Còrdia i tenen anells de control de so de 9 mm. Els tambors d'auró estan fabricats amb 5 capes d'auró i tenen anells de control de so de 5 mm. Actualment, Tama ofereix la sèrie STAR en bubinga, noguera, i auró.

### Sèries discontínues
- Fibrestar
- Royalstar
- Beatstar
- Granstar
- Starworks
- Rockstar
- Artstar
- Artstar II
- Stagestar
- Crestar
- Techstar
- Rhythm Mate
- Starclassic Performer Birch
- Starclassic Performer EFX Birch
- Starclassic Birch
- Swingstar
- Imperialstar
- Starclassic Warlord Exotix Spartan
- Superstar
- Superstar (X-tras)
- Superstar Hyper-Drive

### Maquinari

#### 1st Chair Throne systems
Els trons de Tama tenen possibilitats d'elevació hidràulica i descans posterior.